# Isländischer Personenname

Ein einfacher Stammbaum, der das isländische patronymische Namensystem verdeutlicht.

Isländische Personennamen bestehen wie alle nordgermanischen Personennamen und anders als in anderen westlichen Ländern meist nicht aus den Vornamen und einem Familiennamen, sondern aus den Vornamen und einem Patronym (Vatersnamen), seltener einem Metronym (Mutternamen), der nicht die historische Abstammung von einer Familie, sondern den Vornamen des Vaters bzw. der Mutter des Kindes widerspiegelt. In Island wird diese Form der Namensgebung bis heute fortgeführt. In der isländischen Kultur ist das Patronym nicht Teil des Namens, sondern eine kurze Beschreibung der jüngsten Familiengeschichte.
Ein bekanntes Beispiel für dieses traditionelle Namensgebungssystem Skandinaviens ist der isländische Entdecker Leif Eriksson (altnordisch Leifr Eiríksson, isländisch: Leifur Eiríksson): Leif, Sohn von Erik.

## Beispiele für typische isländische Namensgebung
Ein Mann namens Jón Einarsson hat einen Sohn namens Ólafur. Ólafurs Patronym ist nicht Einarsson wie bei seinem Vater, sondern Jónsson, was wörtlich Jóns Sohn heißt (Jóns + son). Genauso funktioniert die Namensgebung bei Töchtern. Jón Einarssons Tochter Sigríður hieße zusätzlich Jónsdóttir, wörtlich also Jóns Tochter (Jóns + dóttir).
Manchmal wird das Patronym auch aus dem Mittelnamen von Vater oder Mutter gebildet, weil dies der bevorzugte Name ist oder weil die Eltern finden, dass der Mittelname besser zum Vornamen des Kindes passt. Páll Arnar Guðmundssons Sohn Gunnar kann also sowohl Gunnar Pálsson (Gunnar, Pálls Sohn) als auch Gunnar Arnarsson (Gunnar, Arnars Sohn) heißen.

## Vornamen
Vornamen, die noch nicht in Island benutzt wurden, müssen durch das isländische Benennungskomitee (Mannanafnanefnd, wörtlich „Menschennamenkomitee“) genehmigt werden, bevor sie verwendet werden dürfen. Als wichtigstes Kriterium für die Anerkennung eines Namens gilt die Integrierbarkeit in die isländische Sprache. Der Name darf nur Buchstaben des isländischen Alphabets aufweisen und muss deklinierbar sein.

## Auswirkungen im Alltag
In Island sind Personenverzeichnisse wie Telefonbücher nach den Vornamen sortiert. Um Doppeldeutigkeiten zu vermeiden, wird neben dem Vatersnamen oder Familiennamen oft auch der Beruf einer Person angegeben. Da Island eine relativ geringe Bevölkerungszahl hat, entstehen bei diesem Verfahren kaum Probleme. Ein bevölkerungsreicheres Land wie Russland, das Patronyme als Zwischennamen benutzt (z. B. Iwan Petrowitsch), benötigt hingegen zusätzliche Familiennamen, um Verwirrung zu vermeiden.
Isländer benutzen als formale Anrede den Vornamen. Zum Beispiel würde der frühere Premierminister Halldór Ásgrímsson von einem anderen Isländer nicht mit Herr Ásgrímsson angesprochen werden, sondern entweder mit seinem Vornamen oder mit vollem Namen.
Wenn zwei Menschen in einem Bekanntenkreis Jón heißen, z. B. Jón Einarsson und Jón Þorláksson, würde man Jón Einarsson mit Jón Einars anreden und Jón Þorláksson mit Jón Þorláks. In einem Gespräch mit diesen zwei Menschen kann man das Anhängsel „son“ weglassen; der Name des Vaters fungiert hier als eine Art Spitzname.
Ein weiteres Beispiel für eine formelle Anrede ist die isländische Sängerin und Schauspielerin Björk. Björk wird oft für einen Künstlernamen gehalten, wie bei Sting und Bono. Allerdings ist Björk einfach Björk Guðmundsdóttirs Vorname und daher der Name, mit dem sie alle Isländer ansprechen würden, formell oder informell. Auf Englisch könnte sie dann z. B. formell als Miss Björk angesprochen werden.
Die Vielfalt der möglichen Namen auch innerhalb derselben Familie kann zu Problemen führen. Die Eltern Jón Einarsson und Bryndís Atladóttir können Kinder haben, die Ólafur Jónsson und Sigríður Jónsdóttir heißen, oder mit Metronymika auch Ólafur Bryndísarson und Sigríður Bryndísardóttir. Daher verursacht das isländische Namensgebungssystem gelegentlich Probleme bei Auslandsreisen, besonders mit jungen Kindern, da nicht-isländisches Grenzpersonal (außerhalb der anderen nordischen Länder) oft das System nicht kennt und daher nicht von einem Verwandtschaftsverhältnis ausgeht.

## Auf Großeltern bezogene Namen
Falls zwei Menschen innerhalb eines Bekanntenkreises den gleichen Vornamen und Patronym tragen, werden sie durch den Namen des Großvaters väterlicherseits bzw. der Großmutter mütterlicherseits unterschieden, indem an die Endung noch ein -ar angehängt wird: Gunnar Kristjánsson Bjarnasonar (Gunnar, Kristjáns Sohn, Bjarnis Enkel) und Gunnar Kristjánsson Hallssonar (Gunnar, Kristjáns Sohn, Hallurs Enkelsohn). Dieses Verfahren ist aufgrund der Häufigkeit von Mittelnamen nicht sehr weit verbreitet, allerdings findet sich diese Art der Abstammungskennzeichnung in den Isländersagas.

## Metronymische Namensgebung als Alternative
Der Großteil der Isländer verwendet den Namen des Vaters (Patronym), allerdings gibt es auch Fälle, in denen der Name der Mutter (Metronym) benutzt wird. Dafür gibt es verschiedene Gründe: Einerseits möchte manchmal das Kind oder der Elternteil nicht mehr mit dem Vater in Verbindung gebracht werden, andererseits benutzen manche Frauen die Namensgebung als politisches Symbol oder entscheiden sich aus Stilgründen für solch einen Namen.
Die Namensbildung bleibt jedoch gleich: Magnús, Bryndís’ Sohn, heißt dann Magnús Bryndísarson (Bryndís’ Sohn). Bekannte Isländer mit metronymischen Namen sind der Fußballer Heiðar Helguson, Helgas Sohn Heiðar, und Guðrún Eva Mínervudóttir, Mínervas Tochter Guðrún Eva. Ein Beispiel aus dem Mittelalter ist der Dichter Eilífr Goðrúnarson. Manche Isländer haben sowohl einen metronymischen als auch einen patronymischen Namen, z. B. Dagur Bergþóruson Eggertsson, der ehemalige Bürgermeister von Reykjavík.

## Familiennamen
Es gibt nur wenige Familiennamen in Island, die meist von Eltern ausländischer Herkunft vererbt oder angenommen wurden. Bekannte Träger vererbter Familiennamen sind beispielsweise der frühere Premierminister Geir Haarde, der Fußballer Eiður Smári Guðjohnsen, die Sängerin Emilíana Torrini und der Filmregisseur Baltasar Kormákur Samper. Vor 1925 war es zudem gestattet, einen Familiennamen anzunehmen, was beispielsweise der Literaturnobelpreisgewinner Halldór Laxness tat. Seit dem isländischen Namensgesetz von 1925 ist dies nur noch möglich, wenn der anzunehmende Familienname ererbt ist.

## Reform 2019
Im Juni 2019 hat das isländische Parlament Althing ein Gesetz zur „Geschlechterautonomie“ (Lög um kynrænt sjálfræði) verabschiedet. Dieses legt zum einen fest, dass Namen keinem Geschlecht mehr zugeordnet werden. So kann beispielsweise der bislang als weiblich geltende Name Sigríður künftig unabhängig vom Geschlecht der Namensträger vergeben werden. Zum anderen wird für die (patro- und metronymischen) Nachnamen mit -bur eine dritte Option neben den herkömmlichen Kompositionselementen -son und -dóttir eingeführt. Dieses Kompositionselement ist ausschließlich für diverse und nichtbinäre Geschlechtsidentitäten gedacht, also für Personen, die sich offiziell als weder weiblich noch männlich haben registrieren lassen. Bur ist ein poetisches Wort für „Sohn“, das nun aber als Neologismus diesem Verwendungszweck zugeführt wurde.

## Weitere Verbreitung
Während Norwegen und Schweden zum Familiennamensystem übergegangen sind, gilt für färöische Personennamen (auf den zu Dänemark gehörenden Färöern) das Vatersnamensystem seit 1992 wieder als Alternative zum Familiennamensystem. In Dänemark selbst ist die Verwendung von Vatersnamen seit 2006 wieder erlaubt.